# Cleveland Hungarian Heritage Society Museum
A Cleveland Hungarian Heritage Society Museum az Ohio állambeli magyarok történetével foglalkozó múzeum Clevelandben. A múzeum magyar műalkotásokat, népviseleteket és egyéb kulturális örökségeket mutat be.